# Tennis in the Land
Tennis in the Land, známý jako Cleveland Championships, je profesionální tenisový turnaj žen hraný v rámci série US Open v ohijském Clevelandu. Založen byl v roce 2021 jako součást okruhu WTA Tour, v němž se zařadil do kategorie WTA 250. Probíhá v srpnovém termínu jako závěrečná generálka před newyorským grandslamem US Open. Turnaj organizuje ohijská sportovní agentura Topnotch Management.
Dějištěm se stal areál vystavěný kolem amfiteátru Jacobs Pavilion s kapacitou přibližně 3 200 diváků, v oblasti západního břehu The Flats. Přilehlá parkoviště dala vzniknout pěti dvorcům s tvrdým povrchem Laykold, z nichž tři jsou soutěžní. Každý z nich pojme 300–400 osob. V roce 2023 se uskutečnila rekonstrukce areálu. V amfiteátru se přestalo hrát a namísto něj vznikl centrální stadion pro dva tisíce diváků v prostoru existujících pěti dvorců, aby turnaj probíhal na jediném spojitém území bývalé parkovací plochy.
Do soutěže dvouhry nastupuje třicet dva hráček a čtyřhry se účastní šestnáct párů.

## Přehled finále

### Dvouhra
| Rok  | vítězka                  | finalistka               | výsledek      |
| ---- | ------------------------ | ------------------------ | ------------- |
| 2021 | Anett Kontaveitová       | Irina-Camelia Beguová    | 7–6(7–5), 6–4 |
| 2022 | Ljudmila Samsonovová     | Aljaksandra Sasnovičová  | 6–1, 6–3      |
| 2023 | Sara Sorribesová Tormová | Jekatěrina Alexandrovová | 3–6, 6–4, 6–4 |
| 2024 | McCartney Kesslerová     | Beatriz Haddad Maiová    | 1–6, 6–1, 7–5 |

### Čtyřhra
| Rok  | vítězky                                    | finalistky                                 | výsledek              |
| ---- | ------------------------------------------ | ------------------------------------------ | --------------------- |
| 2021 | Šúko Aojamová Ena Šibaharaová              | Christina McHaleová Sania Mirzaová         | 7–5, 6–3              |
| 2022 | Nicole Melichar-Martinezová Ellen Perezová | Anna Danilinová Aleksandra Krunićová       | 7–5, 6–3              |
| 2023 | Miju Katová Aldila Sutjiadiová             | Nicole Melichar-Martinezová Ellen Perezová | 6–4, 6–7(4–7), [10–8] |
| 2024 | Cristina Bucșová Sü I-fan                  | Šúko Aojamová Eri Hozumiová                | 3–6, 6–3, [10–6]      |